# NGC 7621
NGC 7621 (również PGC 71129) – galaktyka spiralna (S), znajdująca się w gwiazdozbiorze Pegaza. Odkrył ją Albert Marth 25 listopada 1864.